# Люди важливі
«Лю́ди важли́ві» — праволіберальний суспільно-політичний рух у формі громадської організації в Україні. В основі ідеологічного світогляду руху пріоритет людини-громадянина, її особистої, економічної, політичної свободи та гідності. Детально про цінності руху йдеться в основоположному документі «Маніфест українських лібералів».
До координаційної ради руху «Люди важливі» входять: перший заступник міністра економічного розвитку і торгівлі України Максим Нефьодов, депутат Київради, голова депутатської групи «Київська команда» Сергій Гусовський, виконавчий директор Українського інституту майбутнього Віктор Андрусів, голова Офісу ефективного регулювання (BRDO) Олексій Гончарук, підприємиця, координаторка ініціативи «Кадровий резерв України» Олена Шуляк, депутати Київради від «Київської команди» Андрій Осадчук та Вадим Васильчук, член наглядової ради ДП «Прозорро.Продажі», директор з нерухомості та інфраструктури «Укрпошти» в 2016—2018 роках Дмитро Сенниченко, заступник голови Стратегічної групи радників при Кабміні Павло Кухта, експерт зі стратегічних комунікацій Дмитро Наталуха, начальник Головного сервісного центру МВС України Владислав Криклій, співзасновник та віцепрезидент компанії «MTI» Сергій Башлаков.

## Історія та діяльність
Установчим збором руху вважається зустріч в кінотеатрі «Жовтень» 7 грудня 2018 року, коли ініціативна група започаткувала утворення робочих груп із формування державних політик.

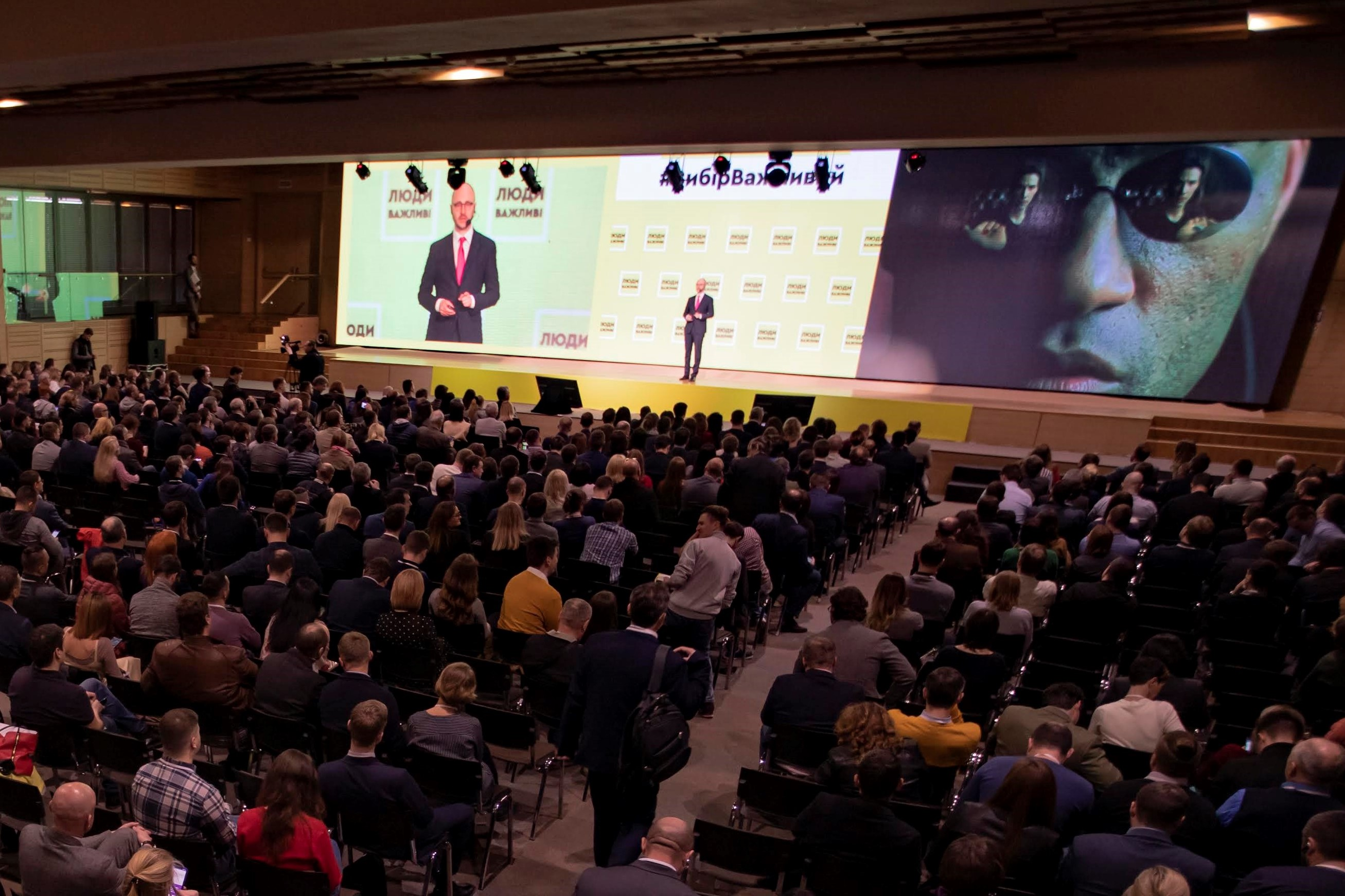
Третій форум українських лібералів «Люди важливі»

Не знайшовши партнерів для участі у виборах, 5 червня заявив про припинення діяльності.

## Політична партія
Під час «III Форуму українських лібералів» члени руху оголосили про намір створити політичну партію та брати участь в Парламентських виборах в Україні у 2019 році. Установчі збори партії «Люди важливі» заплановані на 18 травня